# Зимник, Леокадия Болеславовна
Леокадия Болеславовна Зимник (бел. Леакадзія Баляславаўна Зімнік, 5 сентября 1936, д. Чернявцы, Миорский район, Витебская область — 23 декабря 2012) — белорусский государственный деятель, Герой Социалистического Труда (1971)

## Биография
С 1950 года — колхозница сельхозартели «Гигант», затем звеньевая лноводческого звена колхоза имени Чапаева Миорского района. Депутат Верховного Совета БССР в 1971—1975 гг.
Звание Героя Социалистического Труда было присвоено 8 марта 1971 года.